# Harlekintrast
Harlekintrast (Geokichla dohertyi) är en fågel i familjen trastar inom ordningen tättingar.

## Utseende och läte
Harlekintrasten är en liten trast med en kroppslängd på 16–18 cm. Den liknar brunryggig trast, men hjässan är svartaktig och mer vitt syns i ansiktet. Undersidan är också annorlunda, med det svarta på bröstet övergående i oregelbundna fläckar på den vita buken. Utmed flankerna och bröstsidorna är den rostbrun. Näbben är svartaktig, benen vitaktiga eller skära.
Sången består av en serie fraser som skiljs åt av ungefär en sekund. Varje fras innehåller tre till sju klara och behagliga visslingar med mer komplexa invävda moment. Bland lätena hörs ett skrapigt ljud, en enkel vissling och ett mycket ljust visslande.

## Utbredning och systematik
Harlekintrasten förekommer i Indonesien, i Små Sundaöarna på öarna Lombok, Sumbawa, Sumba och Flores. Den behandlas som monotypisk, det vill säga att den inte delas in i några underarter. === Släktestillhörighet ===
Tidigare placerades arten i släktet Zoothera, men flera DNA-studier visar att harlekintrast med släktingar står närmare bland andra trastarna i Turdus.

## Levnadssätt
Harlekintrasten hittas i städsegrön bergsskog, ibland även i omgivande av människan påverkade områden som buskmarker kring byar. Den födosöker på marken, men också i träd. Ibland kan den ses i grupper om upp till fem fåglar i träd som bär frukt, då tillsammans med brunkronad trast.

### Häckning
Nyligen flygga ungar har noterats från slutet av juli till början av augusti på Sumba, men arten har också hörts sjunga under den perioden, varför häckningssäsongen troligen sträcker sig längre. I fångenskap har den lagt tre ägg som ruvats i 15 dagar, med ungar kvar i boet i 14 dagar efter kläckning.

## Status och hot
Harlekintrastens utbredningsområde tros vara fragmentiserat. Den tros också minska i antal till följd av fångst för vidare försäljning inom burfågelindustrin. Internationella naturvårdsunionen IUCN kategoriserar den som nära hotad.

## Namn
Fågelns vetenskapliga artnamn hedrar William Doherty (1857-1901), amerikansk upptäcktsresande, entomolog och ornitolog. På svenska har den även kallats kastanjeryggad trast.